# Paul Frigyes
Paul Staffan Frigyes, född 24 september 1962 i Malmö, är en svensk journalist och författare. Han har bland annat skrivit omkring massmedier, journalistik och tryckfrihet, och hans bok om Jan Guillou från 2014 fick stor uppmärksamhet. Senare har han arbetat som lärare.

## Biografi
Paul Frigyes har en tvåårig utbildning på Grafiska Institutet, konstvetenskap vid Stockholms universitet. 2017 tog han en master i statsvetenskap vid Lunds universitet. Efter detta har han även kompletterat med pedagogisk utbildning vid Stockholms universitet, och är sedan 2019 legitimerad lärare i samhällskunskap.
På 1980-talet skrev Frigyes för den grafiska tidningen AGI om bland annat desktop publishing. Åren 1995–1998 var han redaktör för tidskriften Tidningsteknik. Paul Frigyes arbetade 2001–2011 på tidningen Journalisten, varifrån han sade upp sig i protest mot att chefredaktören Helena Giertta stoppade en text om framtidens journalistroll i hans återkommande krönika på Journalisten.se. Enligt Giertta avvek åsikterna i krönikan från tidningens linje på ledarplats.
Frigyes har även varit mediekrönikör i Dagens Nyheter samt gjort reportage för Sveriges Radio P1-programmet Medierna och Utbildningsradion (UR).

## Författarskap
Under årens lopp har Frigyes främst skrivit om teman runt medier, journalistik och tryckfrihet. Första böckerna Typiskt typografiskt (första upplagan 1990) och Svensk skönskrift (1993) var relaterade till ämnet grafisk form. En omorientering mot journalistiskt innehåll kom i boken Nyhetsflås och tidsanda (2006), som var en genomgång av svenska tidningars löpsedlar under 60 år och som behandlade hur teman om bland annat sexualitet, etnicitet och könsroller speglades i den svenska kvällspressens löpsedlar. 

### Guillou-kontroversen
I boken Höjd över varje misstanke – en bok om Jan Guillou, utgiven januari 2014, gjorde Paul Frigyes en kritisk granskning av journalisten, författaren och mediefenomenet Jan Guillou. Guillou fick läsa ett förhandsexemplar och hävdade att boken innehöll ”hundratals” felaktigheter samt krävde omedelbart att boken skulle stoppas. I detta läge drog Norstedts förlag tillbaka boken för en faktagranskning.
Jan Guillou hävdade att Frigyes bok innehöll ”hundratals” felaktigheter. Det var dock framför allt två frågor som kontroversen handlade om. Den första handlade om huruvida Guillou gick ut realskolan Solbacka i triumf våren 1960, såsom Guillou beskrivit i romanen Ondskan eller om han i själva verket blev relegerad för tjuvrökning utan slutbetyg, vilket såväl lärare som elever från Solbacka intygat. Guillou uppvisade emellertid i TV ett godkänt betyg från vårterminen 1960, vilket innebar att Frigyes källor hade haft fel. Dock tillstod Guillou sedermera i en krönika i Aftonbladet att han räddats från relegering under höstterminen 1959, tack vare ett förslag från familjen Guillous advokat som skolans rektor ”inte kunde säga nej till”. Troligtvis var det denna episod som gett upphov till de många felaktiga vittnesmålen.
Den andra kontroversen gällde Guillous fars och farfars eventuella engagemang i den franska motståndsrörelsen under andra världskriget. Efter nederlaget mot Tyskland 1940 kapitulerade den franska armèn, och den franska Vichyregimen valde därefter att samarbeta med tyskarna. En mindre del av de franska styrkor som evakuerades från Dunkerque under General Charles de Gaulle beslöt dock att fortsätta striden. I början betraktades de Gaulles Fria franska styrkor av många fransmän som landsförrädare. I takt med att krigslyckan vände, vände dock även den franska opinionen. Jan Guillou gjorde här gällande att både hans far och farfar tidigt tog ställning för den franska motståndsrörelsen. De ”tågade ut” från den fortsatt Vichy-lojala ambassaden i Stockholm och upprättade ett konkurrerande informationskontor för de Fria franska styrkorna. 
Men enligt Frigyes fanns inga belägg i franska eller svenska arkiv för att de Fria franska styrkorna någonsin upprättat ett informationskontor i Stockholm. Tvärtom tycks farfar Guillou varit fortsatt anställd på Vichy-regimens officiella ambassad och han blev heller inte befordrad till ambassadör efter kriget, såsom Jan Guillou hävdat. Inte heller har Frigyes hittat några belägg för att Guillous far skulle ha varit med i de fria franska styrkorna. Lucien Guillous namn nämns inte i registret över medlemmarna i de fria franska styrkorna. Dock tycks Jan Guillou ha tagit mycket illa vid sig: "Hade du [Frigyes] haft rätt så hade du tagit heder och ära av mig för tid och evighet, fram till min död hade jag fått höra det här." Men det enda belägg Guillou lyckades prestera var ett foto på sin far i fransk uniform.
I februari 2014 meddelade Norstedts att man beslutat att inte ge ut boken över huvud taget. Förutom en hänvisning till ”några allvarliga sakfel” i bokens ursprungsversion gavs inte någon närmare förklaring. Månaden därpå blev det klart att Lindelöws förlag i Göteborg istället skulle ge ut boken. Den nya utgåvan, som hade titeln Jan Guillou – utifrån, innehöll ett nyskrivet kapitel, "Guilloutinen – därför stoppades boken", författat i mars 2014.

### Senare år
Under senare år har Frigyes skrivit bredare om demokrati och mänskliga rättigheter för Bokförlaget Silc, med Eritrea – gränslöst land (2015), Exil (2017) och I Ukraina – på drift (juni 2020).  Eritreaboken var en fristående uppföljning av den bok som samma förlag hade gett ut 2004 om samvetsfången Dawit Isaak. Exil var en intervjubok med utlandsfödda demokratiaktivister i Sverige, och i juni 2020 lanserades boken I Ukraina – på drift, en reportagebok om strävan efter nationell identitet och demokratikamp i Ukraina. I november 2024 släpptes uppföljaren Ukraina Återkomsten. Paul Frigyes återvänder till Ukraina efter Ryssland fullskaliga invasion och möter ett land som inte längre vacklar i sin identitet. 